# Bald Rock nationalpark
Bald Rock nationalpark är en nationalpark i Australien. Den ligger i delstaten New South Wales, i den sydöstra delen av landet, omkring 560 kilometer norr om delstatshuvudstaden Sydney. Arean är 75 kvadratkilometer.
Trakten runt Bald Rock nationalpark är nära nog obefolkad, med mindre än två invånare per kvadratkilometer.. Närmaste större samhälle är Wallangarra, omkring 15 kilometer sydväst om Bald Rock nationalpark.
I Bald Rock nationalpark växer i huvudsak städsegrön lövskog. Genomsnittlig årsnederbörd är 1 201 millimeter. Den regnigaste månaden är januari, med i genomsnitt 242 mm nederbörd, och den torraste är juli, med 35 mm nederbörd.